# (9277) Togashi
(9277) Togashi (1980 TT3) – planetoida z pasa głównego asteroid okrążająca Słońce w ciągu 3,63 lat w średniej odległości 2,36 j.a. Odkryta 9 października 1980 roku.